# Provincia Free State
Free State (adică, "Statul Slobod") este o provincie în Africa de Sud. Reședința sa este orașul Bloemfontein.